# آخر سلالة الموهيكيين (فلم 1968)
آخر رجال الموهيكيين (بالرومانية: Ultimul mohican) فيلم من إنتاج روماني عام 1968، شارك في إخراجة جان دريفيل، وبيير غاسبار هويت، وسيرجيو نيكولايسكو. وإنتاج الغرب أمريكي العالمية

## وصلات خارجية
- مقالات تستعمل روابط فنية بلا صلة مع ويكي بيانات

- The Last of the Mohicans  at the Internet Movie Database